# Bakken Bears
Die Bakken Bears sind eine Basketballmannschaft aus der dänischen Stadt Aarhus. Der Verein spielt in der ersten dänischen Liga, Heimstätte ist die Vejlby Risskov Halle. Die Bears sind dänischer Rekordmeister.

## Geschichte
1927 wurde der IK Skovbakken gegründet, aus dem 1953 die Aarhus Basketball Forening (ABF) hervorging, die 1962 in den Verein Skovbakken Basketball überging. Ab der Saison 1998/99 trug die Herrenmannschaft des Vereins den Namen Bakken Bears. 2005 wurde die Betreibergesellschaft Bakken Bears ApS gegründet. Im November 2015 wurde mit einer Anzahl von 5812 Zuschauern bei einem Heimspiel eine neue Vereinsbestmarke aufgestellt. Ausgetragen wurde das Spiel gegen Horsens IC in der Halle Jyske Bank Boxen. In der Saison 2016/17 gehörten die Bears zu den Teilnehmern der Premierensaison der Basketball Champions League. In der Saison 2017/18 erreichte Bakken im FIBA Europe Cup das Halbfinale, dort schied man gegen Sidigas Scandone Avellino aus Italien aus. Auch 2020 zog die Mannschaft in dem Wettbewerb in die Runde der besten Vier ein, das Halbfinale gegen Bahçeşehir Koleji wurde jedoch wegen der COVID-19-Pandemie nicht ausgetragen. 2022 stand Bakken wieder im Halbfinale des europäischen Vereinswettbewerbs FIBA Europe Cup, dort erfolgte das Aus gegen Reggio Emilia (74:72 im Hinspiel, 72:92 im Rückspiel) aus Italien.
Im April 2024 siegte die Mannschaft im Endspiel der European North Basketball League (ENBL) mit 85:81 gegen CSO Voluntari aus Rumänien und gewann damit erstmals einen Europapokalwettbewerb. Im Juni 2024 gab der Verein bekannt, den vor zwei Jahren eingeschlagenen Weg, stärker auf im eigenen Nachwuchs ausgebildete Spieler zu setzen, verstärkt weiter zu bestreiten und des Weiteren wirtschaftlich ins Gleichgewicht kommen zu wollen. Der sportliche Erfolg der vorherigen Jahre habe nicht zu gestiegenen Einnahmen geführt, der wirtschaftliche Verlust sei gestiegen und von den Eigentümer ausgeglichen worden, teilte der Verein mit. Mehrere Leistungsträger, darunter Ryan Evans, Noah Churchill, Gustav Knudsen und Michel Diouf, verließen Bakken im Sommer 2024. Auf eine Teilnahme an einem Europapokal der FIBA Europa verzichtete der Verein in der Saison 2024/25 aus sportlichen und wirtschaftlichen Gründen, entschied sich dagegen, wieder in der ENBL anzutreten.

## Erfolge
- Dänischer Meister:[14] 1958, 1997, 1999, 2000, 2001, 2004, 2005, 2007, 2008, 2009, 2011, 2012, 2013, 2014, 2017, 2018, 2019, 2020, 2021, 2022, 2023, 2024, 2025
- Dänischer Vizemeister: 1959, 1963, 1965, 1990, 1998, 2003, 2006, 2010, 2015, 2016
- Dänischer Pokalsieger:[15] 1999, 2000, 2003, 2004, 2006, 2008, 2009, 2010, 2012, 2016, 2018, 2020,[16] 2021,[17] 2023[18]
- Sieger der European North Basketball League (ENBL): 2024

## Europapokalteilnahmen
- 2004/2005: FIBA Europe Cup
- 2005/2006: EuroCup Challenge
- 2007/2008: FIBA Europe Cup
- 2008/2009: FIBA Europe Cup
- 2013/2014: EuroChallenge
- 2014/2015: EuroChallenge
- 2015/2016: FIBA Europe Cup
- 2016/2017: Champions League
- 2017/2018: FIBA Europe Cup
- 2018/2019: FIBA Europe Cup
- 2019/2020: FIBA Europe Cup
- 2020/2021: Champions League[19]
- 2021/2022: FIBA Europe Cup[20]
- 2022/2023: Champions League[21]
- 2023/2024: European North Basketball League (ENBL)
- 2024/2025: European North Basketball League (ENBL)

## Trainer
| Amtszeit        | Name                                              |
| --------------- | ------------------------------------------------- |
| 1971–1973       | Steen Nue                                         |
| 1973–1976       | Peter Torpet                                      |
| 1976–1985       | Lloyd Zimet Poul-Erik Sørensen/Lars-Jørgen Conrad |
| 1985–1988       | Steve Oliver Henning Zacho                        |
| 1988            | Steffen Wich                                      |
| 1988–1990       | Peter Torpet/Ole Dreyer                           |
| 1990–1991       | Zdravko Nenadic                                   |
| 1991–1992       | Steffen Wich                                      |
| 1992–1993       | Lloyd Zimet                                       |
| 1993–1999       | Steffen Wich                                      |
| 1999            | Luke Gomez                                        |
| 1999–2002       | Steffen Wich                                      |
| 2002–2006       | Geof Kotila                                       |
| 2006–01/2007    | Mads Sigersted                                    |
| 01/2007–07/2007 | Steffen Wich                                      |
| 08/2007–10/2007 | Brett Vana                                        |
| 10/2007–2010    | Mads Sigersted                                    |
| 2010–12/2012    | Philip Dejworek                                   |
| 12/2012–2013    | Steffen Wich                                      |
| 2013–2015       | Ville Tuominen                                    |
| 2015–2016       | Israel Martín                                     |
| 2016–2021       | Steffen Wich                                      |
| 2021–2025       | Anders Sommer                                     |
| seit 2025       | Skyler Bowlin                                     |

## Bedeutende ehemalige Spieler
- Eric Bell
- Skyler Bowlin
- Jonas Buur Sinding
- Chris Christoffersen
- Michel Diouf
- Ole Dreyer
- Søren Ege
- Ryan Evans
- Nicolai Iversen
- Andreas Jakobsen
- Jens Jensen
- Thomas Lærke
- Claus Martinsen
- Mladen Mitic
- Michael Niebling
- Tylor Ongwae
- Per Pedersen
- DeAndre Pinckney
- Mads Sigersted
- Martin Thuesen